# Dietro le apparenze
Dietro le apparenze è l'ottavo album della cantautrice italiana Giorgia, pubblicato il 6 settembre 2011 dall'etichetta discografica dell'artista, Dischi di Cioccolata, e distribuito da Sony Music.
L'album è stato commercializzato nei seguenti formati: compact disc, download digitale e vinile.
Dalla pubblicazione nel settembre 2011 all'inizio dell'estate 2012 il disco Dietro le apparenze viene certificato doppio platino in Italia con oltre 120 000 copie vendute, in seguito vengono superate le 140 000 copie.

## Descrizione
L'album, che segna il ritorno dell'artista dopo Spirito libero - Viaggi di voce 1992-2008, è stato anticipato dal singolo Il mio giorno migliore (in rotazione radiofonica dal 12 giugno 2011), che ha riscosso un gran successo nell'estate 2011, venendo certificato come disco d'oro già al 31 luglio 2011. Il 18 settembre 2011, il brano viene certificato disco di platino per le oltre 30 000 copie vendute, secondo la classifica FIMI.
La traccia numero quattro, Inevitabile, è un duetto con Eros Ramazzotti, che ne ha curato musica e testo. La settimana successiva al lancio del disco, anche se non estratto come singolo promozionale, Inevitabile è entrato nella classifica dei singoli più venduti alla posizione 26. Il brano è entrato in rotazione radiofonica il 18 novembre 2011. Il 31 gennaio 2012 Inevitabile viene certificato da FIMI disco d'oro per le oltre 15 000 copie vendute. Il singolo, è stato lanciato anche all'estero, in Europa e America Latina, ed è entrato in classifica in Belgio e Croazia al 9 posto delle rispettive classifiche. Il 17 luglio 2012 il singolo viene certificato da FIMI disco di platino per le oltre 30 000 copie vendute.
Nell'album sono presenti anche brani in collaborazione con altri artisti come Jovanotti, che ha scritto per Giorgia Tu mi porti su, al quale partecipa anche con la voce, Marina Rei, autrice di Passerà l'estate, e Busbee in È l'amore che conta (Hostage, in versione inglese e quattordicesima traccia scaricabile da iTunes).
Il 9 settembre 2011 entra in rotazione radiofonica il secondo singolo estratto dall'album, È l'amore che conta, scritto da uno degli autori più noti del mercato americano, Busbee, che ha già scritto brani per artisti come Katy Perry, Timbaland e Anastacia. Il 20 dicembre 2011 il singolo È l'amore che conta viene certificato
disco d'oro dalla classifica ufficiale FIMI per le oltre 15 000 copie vendute. Il 7 ottobre 2013 il singolo è stato certificato disco di platino per le oltre 30 000 copie vendute.
Nella classifica ufficiale degli album più venduti in Italia FIMI, Dietro le apparenze ha debuttato direttamente alla posizione numero 1. Dietro le apparenze, inoltre, si attesta alla posizione numero 19 nella classifica svizzera degli album più venduti.
Dietro le apparenze, il 13 dicembre, viene certificato da FIMI disco di platino per le oltre 60 000 copie vendute. Nella classifica di fine anno, stilata da FIMI, Dietro le apparenze risulta essere il 13º album più venduto in Italia e il 10° tra quelli italiani nel 2011.. Dietro le apparenze ottiene un ottimo riscontro anche nelle vendite digitali, posizionandosi all'undicesimo posto degli album più scaricati del 2011 su iTunes e gli viene inoltre attribuito in Italia il titolo di Album pop dell'anno. Dopo oltre otto mesi dall'uscita, il disco rimane nella top20 degli album più venduti di iTunes, mentre a distanza di undici mesi dalla pubblicazione rientra ancora una volta nella prima posizione degli album più venduti in Italia. L'album ha quindi avuto in totale 3 settimane in prima posizione FIMI.

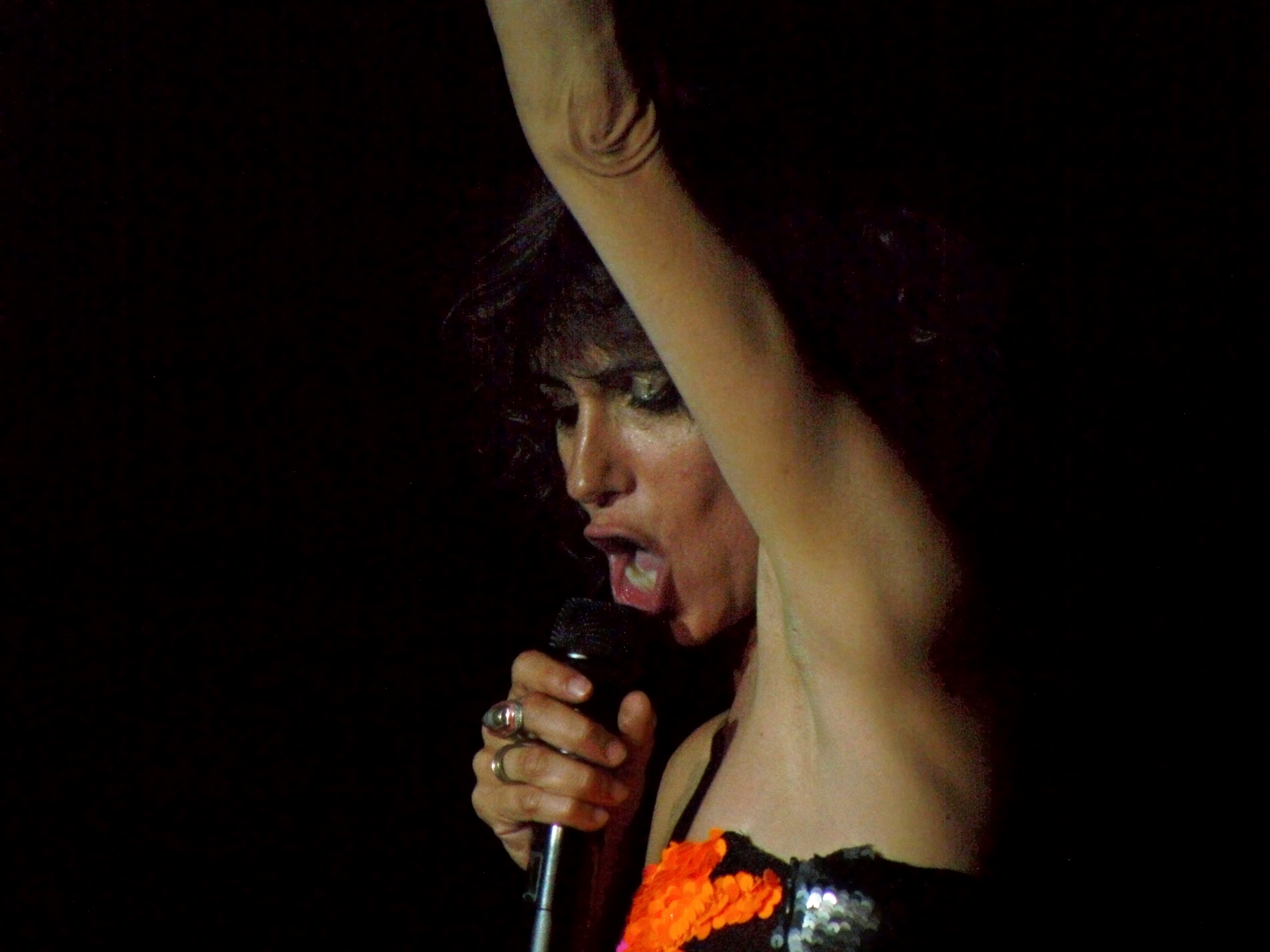
Concerto di Milano, 20 luglio 2012

Venerdì 10 febbraio 2012 entra in rotazione radiofonica il quarto singolo estratto dall'album, il brano Dove sei.
Venerdì 13 aprile 2012 esce nelle radio il quinto singolo estratto, Tu mi porti su con la collaborazione e testo scritto da Jovanotti. Il brano diviene subito uno dei più trasmessi dalle emittenti radio italiane, raggiungendo il primo posto tra i pezzi più passati dell'estate e posizionandosi nella top10 dei singoli di iTunes. Il 19 giugno 2012 il singolo viene certificato da FIMI disco d'oro per le oltre 15 000 copie vendute. Il 24 luglio 2012 Tu mi porti su riceve la certificazione FIMI disco di platino per aver venduto più di 30 000 copie. Tu mi porti su è stato anche il brano più trasmesso per numero di passaggi dalle emittenti radio nel 2012. Il 4 aprile 2014 il singolo Tu mi porti su è stato certificato dalla FIMI doppio disco di platino per le oltre 60 000 copie vendute formato digitale.

## Tracce
1. Il mio giorno migliore – 3:38 (testo: Giorgia – musica: Giorgia, Emanuel Lo)
2. Sembra impossibile – 4:34 (Giorgia, Emanuel Lo)
3. È l'amore che conta – 3:19 (testo: Busbee, Jud Friedman, Allan Rich, Giorgia – musica: Busbee, Jud Friedman, Allan Rich)
4. Inevitabile (feat. Eros Ramazzotti) – 3:53 (testo: Eros Ramazzotti, Adelio Cogliati – musica: Eros Ramazzotti, Luca Chiaravalli)
5. Dove sei – 3:20 (Emanuel Lo)
6. Passerà l'estate – 3:26 (Marina Rei)
7. Solo grazie a te – 3:35 (Giorgia, Emanuel Lo)
8. Vado via – 4:38 (testo: Giorgia – musica: Giorgia,  Emanuel Lo)
9. Dietro le apparenze – 4:03 (testo: Giorgia, Emanuel Lo – musica: Emanuel Lo)
10. Tu mi porti su (feat. Jovanotti) – 3:41 (testo: Lorenzo Cherubini – musica: Lorenzo Cherubini, Riccardo Onori)
11. Niente ci porta via – 3:13 (Giorgia)
12. E adesso tu – 3:27 (testo: Giorgia – musica: Emanuel Lo)
13. Resta la musica – 3:22 (testo: Giorgia – musica: Emanuele Bossi)
14. Hostage (È l'amore che conta) – 3:22 (Busbee, Jud Friedman, Allan Rich) – Bonus Track iTunes

Durata totale: 51:31

## Formazione
- Giorgia – voce, cori
- Michele Canova Iorfida – tastiera, sintetizzatori analogici e modulari, drum machine
- Christian Rigano – tastiera, pianoforte e Fender Rhodes, sintetizzatori, programmazione
- Franco Santarnecchi – tastiere e pianoforte acustico (traccia 10)
- Davide Tagliapietra – chitarre acustiche, chitarre elettriche, basso
- Riccardo Onori – chitarra acustica, chitarra elettrica
- Davide Rossi – archi (traccia 6 e 13)
- Chiara Vergati – cori (traccia 10)

## Classifica
| Classifica (2011) | Posizione massima |
| ----------------- | ----------------- |
| Italia            | 1                 |
| Svizzera          | 19                |

### Classifiche di fine anno
| Anno | Paese  | Posizione |
| ---- | ------ | --------- |
| 2011 | Italia | 13        |
| Anno | Paese  | Posizione |
| 2012 | Italia | 27        |

## Premi e candidature
L'album è stato scelto da iTunes come "Album pop dell'anno". Con Dietro le apparenze Giorgia viene premiata il 26 maggio 2012 presso l'Arena di Verona col Wind Music Award nella categoria CD Platino (la cerimonia di premiazione è stata poi messa in onda su Rai 1 il 2 luglio). Dietro le apparenze nel 2012 riceve anche il Premio Lunezia, per il valore musicale e letterario dell'album.

## Dietro le apparenze Tour
Assieme alla promozione dell'album, tra radio e televisioni, il 21 gennaio 2012 è iniziata la nuova tournée che vede Giorgia tornare a cantare live nel Dietro le Apparenze Tour. Il Tour viene anticipato dalla data zero a Castel di Sangro il 19 gennaio 2012, prima di una serie di anteprime che coinvolgono anche Roma, il 21 gennaio 2012 al PalaLottomatica e Milano, il 24 gennaio 2012 al Mediolanum Forum, date subito esaurite. Il 25 giugno 2012 è poi ripreso a Roma, con altre due date esaurite, il tour estivo della cantautrice romana, che l'ha vista impegnata per tutta l'estate e si è conclusa il 14 settembre 2012 presso l'Arena di Verona.
Tutte le date fino a quella del 30 luglio a San Gimignano risultano essere esaurite (ad esclusione di quella al PalaSele del 20 aprile 2012). In un'intervista avvenuta a luglio, la cantante dichiara di voler visitare l'estero e magari di esibirsi anche per i fan stranieri e a settembre la voce è stata confermata.
Il tour è stato visto da 165.000 persone in tutta Italia.
Date del Tour:
| Data            | Città            | Luogo                       |
| --------------- | ---------------- | --------------------------- |
| 19 gennaio 2012 | Castel di Sangro | Palasport                   |
| 21 gennaio 2012 | Roma             | PalaLottomatica             |
| 24 gennaio 2012 | Milano           | Mediolanum Forum            |
| 3 marzo 2012    | Padova           | PalaFabris                  |
| 5 marzo 2012    | Mantova          | Palabam                     |
| 8 marzo 2012    | Bologna          | Paladozza                   |
| 10 marzo 2012   | Torino           | Palaolimpico                |
| 11 marzo 2012   | Genova           | 105 Stadium                 |
| 13 marzo 2012   | Firenze          | Nelson Mandela Forum        |
| 14 marzo 2012   | Udine            | PalaCarnera                 |
| 17 marzo 2012   | Ancona           | Palarossini                 |
| 24 marzo 2012   | Acireale         | PalaTupparello              |
| 27 marzo 2012   | Napoli           | Teatro PalaPartenope        |
| 29 marzo 2012   | Livorno          | PalaLivorno                 |
| 30 marzo 2012   | Rimini           | 105 Stadium                 |
| 20 aprile 2012  | Eboli            | PalaSele                    |
| 21 aprile 2012  | Pescara          | Palasport Giovanni Paolo II |
| 26 aprile 2012  | Varese           | PalaWhirlpool               |
| 27 aprile 2012  | Saint-Vincent    | Palais di Saint-Vincent     |

Dietro le Apparenze Tour Seconda Parte
| Data              | Città         | Luogo                                    |
| ----------------- | ------------- | ---------------------------------------- |
| 25 giugno 2012    | Roma          | Auditorium Parco della Musica            |
| 26 giugno 2012    | Roma          | Auditorium Parco della Musica            |
| 6 luglio 2012     | Rimini        | Piazzale Fellini                         |
| 20 luglio 2012    | Milano        | Ippodromo San Siro                       |
| 25 luglio 2012    | Brescia       | Piazza del Duomo                         |
| 26 luglio 2012    | Pavia         | Castello Visconteo                       |
| 28 luglio 2012    | Lucca         | Piazza Napoleone (Lucca Summer Festival) |
| 30 luglio 2012    | San Gimignano | Piazza Duomo                             |
| 3 agosto 2012     | Taormina      | Teatro antico di Taormina                |
| 4 agosto 2012     | Palermo       | Teatro di Verdura                        |
| 9 agosto 2012     | Villapiana    | Anfiteatro                               |
| 12 settembre 2012 | Ercolano      | Ville vesuviane del Miglio d'oro         |
| 14 settembre 2012 | Verona        | Arena di Verona                          |